# Wojna domowa w Somalii
Wojna domowa w Somalii – konflikt zbrojny, zapoczątkowany obaleniem somalijskiego dyktatora Siada Barre w 1991 i do dzisiaj nierozwiązany, pomimo wysiłków kolejnych prezydentów i rządów przejściowych mających na celu stworzenie efektywnego systemu władzy centralnej.
W wojnę domową angażowały się siły ONZ, Etiopii, a także Unii Afrykańskiej. Obecnie toczy się piąta faza konfliktu, mająca charakter wojny między klanami somalijskimi.
Przez wielu ekspertów w tej dziedzinie Somalia jest zaliczana do tzw. państw upadłych, ponieważ władza centralna nie kontroluje terytorium państwa, a jej wpływy są znikome.
Wojna domowa w Somalii trwa do dziś, nie została rozwiązana.

## Historia konfliktu

### Przyczyny wybuchu konfliktu
Przyczyn wybuchu konfliktu jest wiele, zaczynając od podstawowej: Somalijczycy jako lud wojowniczy nie akceptują władzy zwierzchniej, co w konsekwencji prowadzi do konfliktów. Kolejnym przejawem braku stabilności państwa są walki rodów (Dir, Darod, Issak, Hawija, Digil i Rahawejn).
Somalia nie uznała nienaruszalności granic, które zostały ustalone na konferencji w Berlinie w 1885 roku. Powodem tego stanu rzeczy jest duża liczba Somalijczyków zamieszkałych poza granicami kraju. Dla przykładu Somalijczycy stanowią 62% mieszkańców sąsiedniego Dżibuti. Kolejnymi spornymi terytoriami są Ogaden (Etiopia) oraz północne rejony Kenii. Żywa jest też koncepcja „Wielkiej Somalii”, czyli stworzenia państwa obejmującego wszystkie terytoria sporne. Prowadzi to do częstych wojen z sąsiadami, szczególnie z Etiopią. Z drugiej strony, sytuacji nie polepsza imperialistyczna polityka Etiopii, która aspiruje do podporządkowania sobie państw sąsiednich. Częste ataki ze strony Etiopii i jej  uczestnictwo w misjach ONZ powodowały konsolidację podzielonego społeczeństwa somalijskiego, jako że Etiopia jest państwem chrześcijańskim. Każdy atak etiopski był traktowany jako „wojna z niewiernymi”, co prowadziło do napływu żołnierzy-ochotników z całego świata. Przykładowo, podczas etiopskiej inwazji w 2006 roku przybyło wielu ochotników z USA oraz Wielkiej Brytanii, aby wspomóc partyzanckie siły somalijskie. Zimna wojna nie ominęła także i tego zakątka świata. Charakteryzowała się tym, że najpierw ZSRR wziął pod opiekę Somalię, później jednak została ona „porzucona” na rzecz większej Etiopii i w rezultacie znalazła się pod skrzydłami USA. Somalia zezwoliła na budowę amerykańskich obiektów wojskowych na swoim terytorium, otrzymując w zamian pomoc finansową w wysokości 884 mln w latach 1977-88.

### Obalenie Siada Barre (1991)
Od 1969 dyktatorem Somalii był Mohammed Siad Barre. Władze szczególnie brutalnie rozprawiały się z opozycją po przegranej wojnie z Etiopią (toczona od 1977, po nieudanej próbie anektowania Ogadenu przez Somalię). Morale wojska była bardzo niskie, toczona wojna spowodowała zubożenie społeczeństwa, przybrały na sile walki z antyrządowymi bojówkami oraz odrodziły się walki międzyklanowe. Brutalność obchodzenia się z przeciwnikami doprowadziła do wycofania poparcia ze strony USA. Skutkiem tego było obalenie dyktatora 26 stycznia 1991 roku i wybuch wojny domowej, co w konsekwencji doprowadziło do interwencji ONZ.
Po puczu władzę objął Ali Mahdi Mohamed, jednak nie udało mu się ustabilizować sytuacji w kraju, wkrótce też sam stracił władzę. 18 maja 1991 Somaliland (byłe Somali Brytyjskie) ogłosił secesję, która nie została uznana na arenie międzynarodowej. Mimo to, w przeciwieństwie do Somalii, Somaliland zdołał zbudować funkcjonujący organizm państwowy z demokratycznie wybieranym prezydentem i parlamentem.

### Interwencja ONZ (1992–1995)

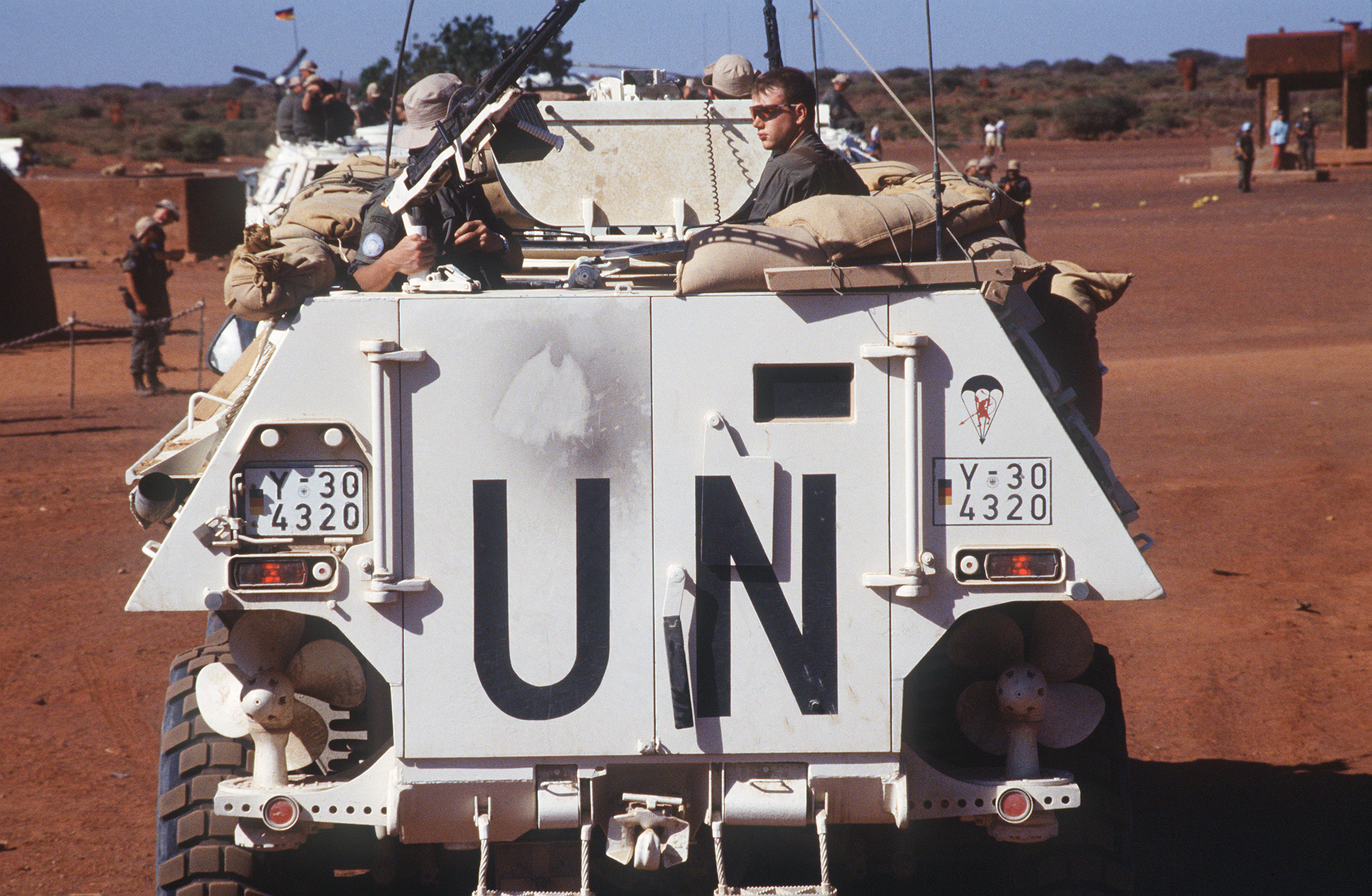
Międzynarodowe wojska w Somalii, 1993

Rada Bezpieczeństwa ONZ na mocy rezolucji nr 751 z 24 kwietnia 1992 roku doprowadziła do powstania misji UNOSOM I. Z końcem listopada 1992 roku Boutros Boutros-Ghali zaproponował rozwiązanie patowej sytuacji poprzez wysłanie do Somali sił pokojowych pod przywództwem USA. 3 grudnia 1992 roku uchwalono kolejną rezolucję (nr 794) o powstaniu sił UNITAF. Całkowity koszt operacji wyniósł 42,9 milionów dolarów.
9 grudnia 1992 roku rozpoczęła się w Somalii operacja Przywrócić Nadzieję. W stolicy kraju, Mogadiszu, wylądowało 38 tys. żołnierzy. Po kilku dniach od rozpoczęcia operacji udało się zaprowadzić porządek na ulicach miasta. Kłopotliwa pozostawała nadal sytuacja na prowincji, dokąd nie docierała pomoc humanitarna. Kolejna faza operacji miała na celu przywrócenie sprawnego funkcjonowania państwa somalijskiego. Dzięki temu możliwe było utworzenie rządu tymczasowego, wycofanie większości jednostek amerykańskich i zastąpienie ich jednostkami międzynarodowymi UNOSOM I.
Misja ta trwała od listopada 1992 do marca 1993 roku. Wraz z wygaśnięciem mandatu misja została zastąpiona przez misję UNOSOM II. W jej toku doszło do walk między somalijskimi gangami a wojskami ONZ, w czasie których ginęli zarówno wojskowi po obu stronach, jak i cywile. Celem wojsk amerykańskich było w szczególności ujęcie łamiącego warunki zawieszenia broni generała Mohameda Aidida. Próba aresztowania go doprowadziła do regularnej bitwy na ulicach Mogadiszu, stoczonej 3 października 1993 i zakończonej porażką sił amerykańskich. Pod osłoną wojsk amerykańskich i włoskich ostatnie siły ONZ opuściły Somalię 2 marca 1995 roku. Po wyjeździe sił pokojowych kraj pogrążył się w kolejnej fazie wojny domowej. Całkowity koszt operacji wyniósł 1,6 miliarda dolarów.

### Anarchia i prowizoryczna władza centralna (1996–2006)
Mohamed Farrah Aidid, dowódca somalijskich bojówek podczas bitwy z Amerykanami, zginął w ulicznej strzelaninie 2 sierpnia 1996 roku. Jego następcą został syn, Hussein Mohamed Farrah. Obaj nie byli jednak uznawani na arenie międzynarodowej za legalnych przywódców kraju, uznaniem nadal cieszył się prezydent Ali Mahdi Mohamed. Powszechnym zjawiskiem w Somalii były nieustanne wojny między miejscowymi klanami.
Podczas trwającej w kraju anarchii kolejne regiony Somalii proklamowały niepodległość. W 1998 niezależność ogłosił Puntland, jednak obecnie władze Puntlandu nie zabiegają o uznanie międzynarodowe i uważają się za autonomiczną część Somalii. W tym samym roku niezależność ogłosił region Jubaland leżący na południu Somalii, którego władze jednak trzy lata później podpisały porozumienie, na mocy którego Jubaland powrócił pod władzę rządu w Mogadiszu.

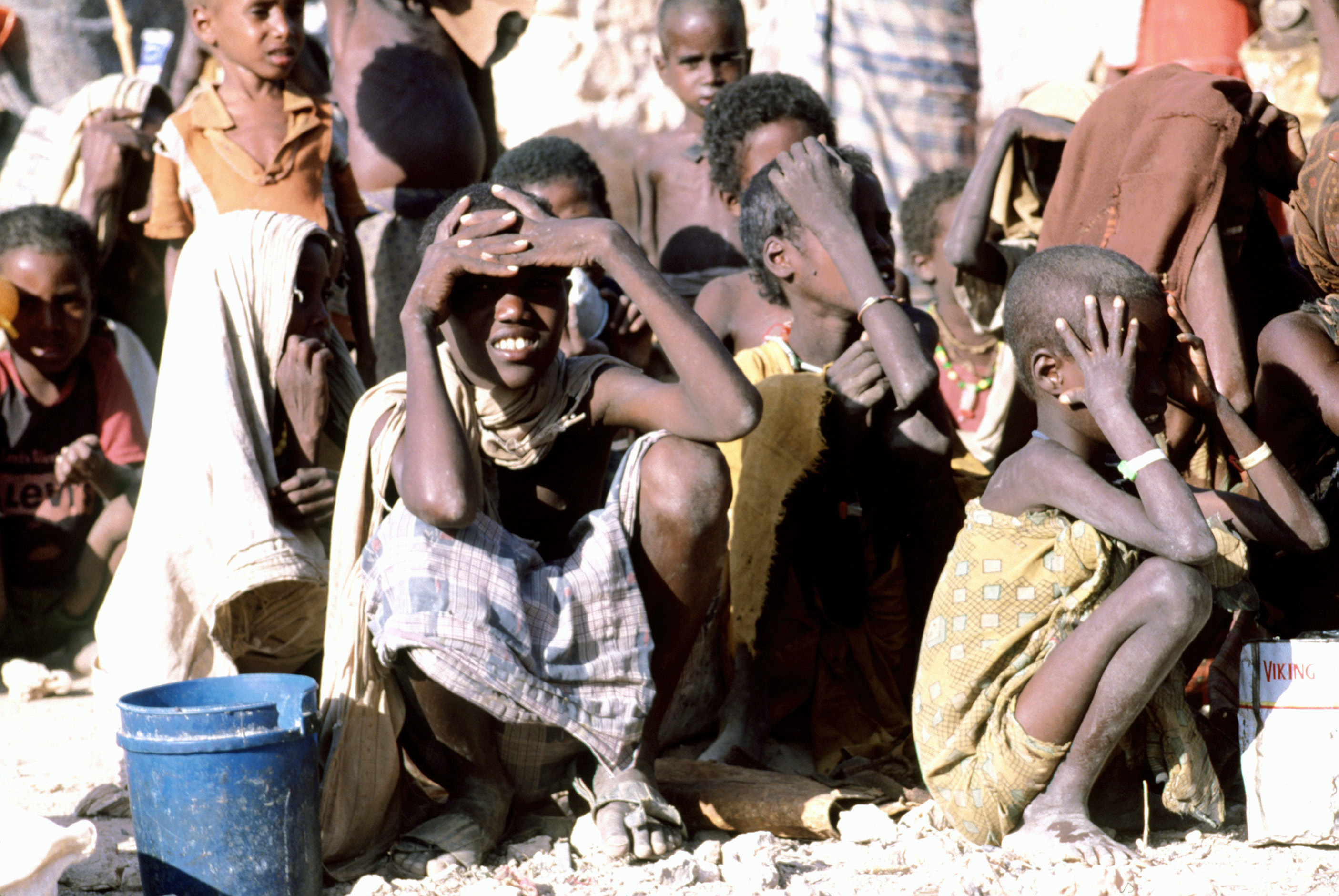
Dzieci w czasie wojny domowej

W latach 2002−2006 południowo-zachodnia Somalia pozostawała poza władzą rządu centralnego. Tamtejszy dowódca Hassan Muhammad Nur odrzucił władzę rządu w Mogadiszu i samozwańczo przejął władzę w kontrolowanym przez siebie regionie. Na mocy porozumienia region ten wrócił pod władzę rządu somalijskiego. W 2006 roku niepodległość ogłosił Galmudug, leżący na południe od Puntlandu, co spowodowało wojnę graniczną między samozwańczymi republikami. Po układzie pokojowym zawartym między republikami obie wsparły wojska etiopskie interweniujące w Somalii przeciwko Unii Trybunałów Islamskich.
W 2005 roku szejk Hassan Dahir Aweis wraz z grupą mułłów założył Unię Trybunałów Islamskich, ruch analogiczny do afgańskich talibów. Islamiści zyskali poparcie miejscowej ludności, mającej dosyć przemocy i bezprawia. Wiosną 2006 roku somalijscy talibowie zdobyli Mogadiszu, przejęli władzę w stolicy i kontrolę nad połową kraju. Rozbroili prywatne milicje, położyli też kres przestępczości. Po raz pierwszy w kraju zapanował pokój, choć ceną za niego były drakońskie prawa talibów.

### Interwencja etiopska (2006–2009)
Kolejna faza wojny domowej rozpoczęła się 21 grudnia 2006 roku, kiedy to lider Unii Trybunałów Islamskich, fundamentalistycznego islamskiego rządu, sprawującego faktyczną władzę w Somalii, ogłosił, że „Somalia znajduje się w stanie wojny i wszyscy Somalijczycy powinni wziąć udział w walkach przeciwko Etiopii”. Powodem tego stanu rzeczy był fakt, że Etiopia, będąca państwem chrześcijańskim, przez lata prowadziła wojny z islamską Somalią, co doprowadziło do wypowiedzenia tzw. świętej wojny. Spowodowało to napływ ochotników, chętnych do walki po stronie Etiopii (także z USA i Wielkiej Brytanii).
W związku z rozszerzeniem się wpływów islamistów do Somalii wkroczyły wojska etiopskie w obronie somalijskiego rządu. Do wojny włączyło się także lotnictwo USA, które zaczęło bombardować domniemane obozy Al-Ka’idy. Jak się później okazało, USA wysłały do Somalii także specjalne oddziały do poszukiwań terrorystów. Doprowadziło to do wybuchu kolejnej wojny. Natychmiastowego wstrzymania działań ofensywnych zażądały: Kenia, Dżibuti, Francja, Niemcy, Liga Państw Arabskich, Organizacja Konferencji Muzułmańskiej. USA poparły Etiopię na forum ONZ.
Interwencja wojsk etiopskich była w dużej mierze spowodowana poczuciem zagrożenia Etiopii ze strony zyskujących na znaczeniu i sile islamistów, tym bardziej, że Unia Trybunałów Islamskich otwarcie głosiła ideę „Wielkiej Somalii”, przewidującej m.in. przyłączenie do Somalii Ogadenu. Dodatkowym bodźcem było domniemanie, że Erytrea wspiera materialnie islamistów, choć fakt ten nigdy nie został do końca udowodniony. Etiopia i Erytrea w latach 1998−2000 prowadziły wojnę graniczną. USA wytoczyły oskarżenia o stosowanie terroru przez władze fundamentalistów.
Został przeprowadzony zamach na prezydenta Somalii. Atak ten spowodował zwiększenie liczebności wojsk etiopskich w Somalii, co doprowadziło do otwartej wojny. W wyniku walk na przełomie grudnia 2006 i stycznia 2007 roku ekstremiści z Unii Trybunałów Islamskich stracili faktyczną władzę w państwie, a wyzwolone spod ich władzy ziemie znalazły się pod kontrolą rządu centralnego. W kolejnych miesiącach obecność sił etiopskich miała charakter okupacji. Nadal toczyły się walki Etiopczyków z islamskimi bojówkami: Unią Trybunałów Islamskich i Asz-Szabab, skupionymi w Sojuszu na rzecz Wyzwolenia Somalii. 20 kwietnia 2007 roku wysoki komisarz ONZ ds. uchodźców stwierdził, że w przeciągu 2 miesięcy ze stolicy (Mogadiszu) zbiegło ponad 321 tys. osób czyli ok. 1/3 mieszkańców. 3 miesiące później grupa monitorująca ONZ ds. Somalii stwierdziła, że w państwie znajduje się największa liczba broni od czasu wybuchu konfliktu, za sprawą ogromnych dostaw, głównie z Erytrei, dla islamskich rebeliantów (mimo embarga na dostarczanie broni). Pod koniec roku liczba uchodźców osiągnęła ponad milion osób (w późniejszych latach osiągnęła ok. 1,5 mln). Faktem tym zainteresowały się organizacje pozarządowe np. Oxfam, Save the Child, Care oraz wiele innych. Oskarżyły one społeczność międzynarodową o ignorowanie losu cywilów w Somalii. Amnesty International zarzuciło wszystkim stronom łamanie praw człowieka.
W marcu 2007 roku w Somalii rozpoczęła działalność misja pokojowa Unii Afrykańskiej AMISOM, w liczbie 8 tysięcy żołnierzy, powołana na mocy uchwały rezolucji ONZ nr 1744.
1 lipca 2007 roku przywódcy klanowi ogłosili niepodległość Maakhiru. Ze względu na groźbę inwazji ze strony Somalilandu, problemy wewnętrzne administracji i panującą suszę, 6 kwietnia 2008 roku parlament Maakhiru został rozwiązany. 11 stycznia 2009 roku Maakhir został włączony do Puntlandu.
Słabe wpływy rządu centralnego na terytorium Somalii przyczyniły się do rozpowszechnienia się zjawiska piractwa na wodach okalających Róg Afryki.
Wzmacniające się siły islamskich rebeliantów powoli przejmowały inicjatywę w kraju. Radykałowie zdominowali dawny Jubaland, czyli południową część kraju. Sytuacja polityczna w kraju coraz bardziej sprzyjała rebeliantom, których okrzyknięto „somalijskimi talibami”. W 2008 roku Human Rights Watch zarzuciło USA i UE oraz rządom północnej Afryki pogłębianie kryzysu w Somalii poprzez przyzwalanie na pogwałcenia praw człowieka w związku z bezkrytycznym popieraniem przejściowego rządu Somalii i wojsk etiopskich. 15 sierpnia 2008 roku wojska rządowe somalijskie oraz etiopskie w reakcji na ataki islamskich rebeliantów otworzyły ogień do cywilów zabijając co najmniej 42 osoby. Później podobne ataki powtarzały się.
29 grudnia 2008 roku do dymisji podał się prezydent Abdullahi Jusuf. W tym samym czasie Somalię opuszczały wojska Etiopii, która uznała, że koszty misji wojskowej są zbyt wysokie. Ostatnie oddziały wyjechały 26 stycznia 2009 roku.

### Wojna domowa (od 2009)
Po dymisji prezydenta Abdullahi Jusufa i wycofaniu się wojsk etiopskich, Sharif Sheikh Ahmed z ugrupowania Unii Trybunałów Islamskich wchodzących w skład Sojuszu na rzecz Wyzwolenia Somalii (ASR) został zaprzysiężony na prezydenta Somalii. Ahmed reprezentował umiarkowane skrzydło islamistów, co spowodowało, że radykalne organizacje przeciwstawiły się mu, dążąc do jego obalenia.
4 lutego 2009 roku cztery grupy islamistów, w tym grupa Hassana Dahira Aweisa, niegdyś należąca do Sojuszu na rzecz Wyzwolenia Somalii, połączyły się i sformowały organizację o nazwie Partia Islamu (Hizbul Islam). 8 lutego 2009 roku Hizbul Islam wypowiedziała wojnę rządowi oraz siłom pokojowym Unii Afrykańskiej (AMISOM). Ahmedowi przeciwstawiła się też Asz-Szabab, która weszła w sojusz z Hizbul Islam. 18 kwietnia 2009 roku parlament Somalii uchwalił wprowadzenie w całym kraju szariatu, czyli prawa muzułmańskiego. Mimo iż ugrupowanie Asz-Szabab tego się domagało, to ogłosiło jednak, że będzie kontynuować wojnę nawet po wycofaniu się sił Unii Afrykańskiej.
W maju 2009 roku ruszyła wielka ofensywa rebeliantów w centralnej Somalii, kontrolowanej przez rząd. Równolegle trwały walki w stolicy, których celem było obalenie prezydenta Ahmeda. W wyniku dwumiesięcznych walk rebelianci zdobyli kontrolę nad regionami Hiraan, Shabellaha Dhexe, Mareeg oraz Galgudud. Latem 2009 roku do walk przystąpiła po stronie rządu milicja złożona z członków muzułmańskich bractw religijnych (Al-Sunna Wal Jamaah). Milicjanci zatrzymali ofensywę radykałów, odbijając kilka regionów z rąk rebeliantów.
W październiku 2009 roku, z powodu braku porozumienia co do sposobu kontrolowania zdobytych terenów, doszło do zakończenia sojuszu między organizacjami Asz-Szabab i Hizbul Islam. Odtąd w wojnie domowej brały udział trzy strony. W wyniku waśni wśród rebeliantów, strona rządowa odbijała niektóre utracone poprzednio regiony.
W 2010 roku walki toczyły się na południu kraju między Hizbul Islam i Asz-Szabab. W centralnej Somalii (głównie wokół Beledweyne) walki  między frakcjami rebelianckimi a milicją Al-Sunna Wal Jamaah, lojalną wobec prezydenta Ahmeda, zakończyły się sukcesem rebeliantów. Rebelianci także w stolicy przeprowadzali pojedyncze ataki na siły AMISOM oraz patrole wojsk rządowych. 23 sierpnia 2010 roku Asz-Szabab ogłosiła ostateczną wojnę przeciwko „najeźdźcom”, jak nazwano sześciotysięczny kontyngent żołnierzy Unii Afrykańskiej – AMISOM – stacjonujący w Mogadiszu. Wybuchły wówczas ciężkie walki w stolicy.
23 grudnia 2010 roku rebelianci z Hizbul Islam zdecydowali się na fuzję z ekstremistami z Asz-Szabab, wspieranymi przez Al-Kaidę. Wznowienie sojuszu miało ma celu obalenie prezydenta Ahmeda i ustanowienie islamskiego kalifatu w Somalii. Tym samym zakończył się rozłam wśród somalijskich fundamentalistów islamskich.
14 lutego 2011 roku w Mogadiszu rozpoczęły się protesty cywilów zainspirowane rewolucjami w Tunezji i Egipcie oraz protestami antyrządowymi w innych krajach arabskich, przeciwko fatalnej sytuacji bytowej i ciągnącej się nieustannie wojnie domowej.

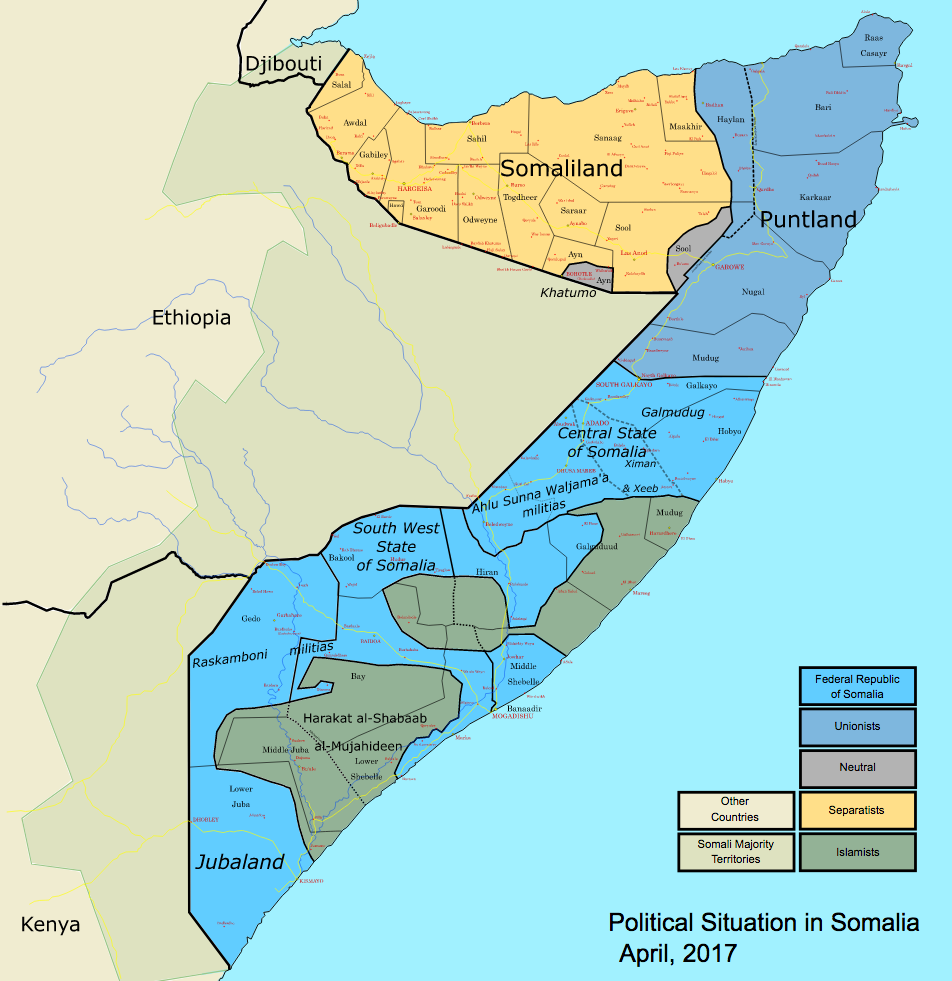
Podział wpływów w Somalii (stan na kwiecień 2017)

Po zakończeniu protestów w Mogadiszu rozpoczęła się ofensywa międzynarodowych sił AMISOM, w której zginęło kilkaset osób. Na przykład 23 lutego 2011 roku zginęło 86 somalijskich żołnierzy, 8 żołnierzy AMISOM, 70 rebeliantów z Asz-Szabab oraz 45 cywilów, łącznie ponad 200 osób. Były to najbardziej mordercze walki w historii Mogadiszu od interwencji ONZ z 1993 roku. Nadzwyczajnie duże straty były po stronie sił AMISOM. Burundi zanotowało największe straty swoich żołnierzy od czasu burundyjskiej wojny domowej. 12 marca 2011 roku władze Burundi zarządziły wysłanie dodatkowych 1000 żołnierzy. Ich kontyngent po tym wynosił 4400 żołnierzy.
Wyniszczające walki frakcji klanowych i politycznych nie ominęły prowincji. Walki w 2011 roku zarówno na prowincji jak i w stolicy charakteryzowały się niespotykaną dotąd brutalizacją i były najbardziej krwawe w historii somalijskiego konfliktu. W marcu milicja Raskamboni podniosła bunt przeciwko Asz-Szabab. Siły Al-Sunna Wal Jamaah rozpoczęły marsz na południe kraju, by wesprzeć siły prorządowe w walce z islamskimi radykałami.
Ciężkie kampanie wojenne zostały powstrzymane latem przez katastrofalną suszę, która nawiedziła Somalię. W jej wyniku miliony Somalijczyków cierpiały głód. 6 sierpnia 2011 roku siły Asz-Szabab opuściły stolicę, przechodząc do działań partyzanckich i terrorystycznych. W najbardziej krwawym zamachu terrorystycznym z 4 października 2011 roku w Mogadiszu zginęło 139 osób. 16 października 2011 roku doszło do inwazji wojsk kenijskich, w wyniku której spacyfikowano południową część Somalii. W listopadzie 2011 roku ponowną interwencję w Somalii podjęła Etiopia.
W lutym 2012 roku Al-Kaida oficjalnie potwierdziła ścisłą współpracę z Asz-Szabab. Tymczasem armie Etiopii i Kenii nadal działały w południowej Somalii, odbijając z rąk rebeliantów kolejne miasta. W czerwcu 2012 roku wojska kenijskie zostały włączone w skład kontyngentu AMISOM, który liczył wówczas ponad 17 tys. żołnierzy. W 2012 roku przeprowadzono transformację polityczną. 23 czerwca 2012 roku przyjęto projekt nowej konstytucji. Zgodnie z przyjętym harmonogramem 20 sierpnia 2012 roku prezydent Ahmed ustąpił ze stanowiska, a 10 września 2012 roku na nowego prezydenta Somalii wybrano Hassana Sheikha Mahamuda.
W trakcie transformacji politycznej siły somalijskie i sprzymierzone wojska AMISOM prowadziły ofensywę przeciwko rebeliantom. W lutym i marcu 2012 roku wojska etiopskie zajęły zachodnie obszary kraju z miastem Baydhabo. W czerwcu 2012 roku wojska kenijskie dołączyły do sił AMISOM i na przełomie sierpnia i września 2012 roku podjęły nową ofensywę na południu kraju. Wypierały islamistów z zajętych przez nich regionów, a pod koniec września 2012 roku doszło do zwycięskiej bitwy o Kismaju, ostatnie duże miasto kontrolowane przez Asz-Szabab.

Kontrola terytoriów w 2021 r.

17 stycznia 2013 roku Stany Zjednoczone uznały rząd Somalii jako reprezentatywne władze kraju po raz pierwszy od roku 1991. Uznanie ogłosiła sekretarz stanu USA Hillary Clinton podczas spotkania z prezydentem Hassanem Sheikhem Mahamudem. Clinton powiedziała, że „pierwszy raz od ponad 20 lat” Somalia posiada „reprezentatywny rząd” oraz instytucje polityczne. Dodała, że przemiany w Somalii otworzyły nowy etap w stosunkach amerykańsko-somalijskich.